# Dedryck Boyata
Dedryck Boyata (Uccle, 28 de novembro de 1990) é um futebolista belga que atua como Zagueiro. Defende atualmente o Club Brugge.

## Clubes
Começou no FC Brussels, mas foi contratado pelo Manchester City em 2006, e disputou sua primeira partida pelos Citizens contra o Middlesbrough, pela Copa da Inglaterra. Atualmente defende o Club Brugge da Bélgica.

## Seleção Belga
Estreou pela Seleção Belga principal em 12 de outubro de 2010 em partida contra Áustria válida pelas Qualificações para a Eurocopa 2012. Fez parte do elenco que disputou a Copa do Mundo de 2018 

## Títulos
Manchester City
- Copa da Inglaterra: 2010–11
- Campeonato Inglês: 2013–14